# Wilhelmina von Hallwyl

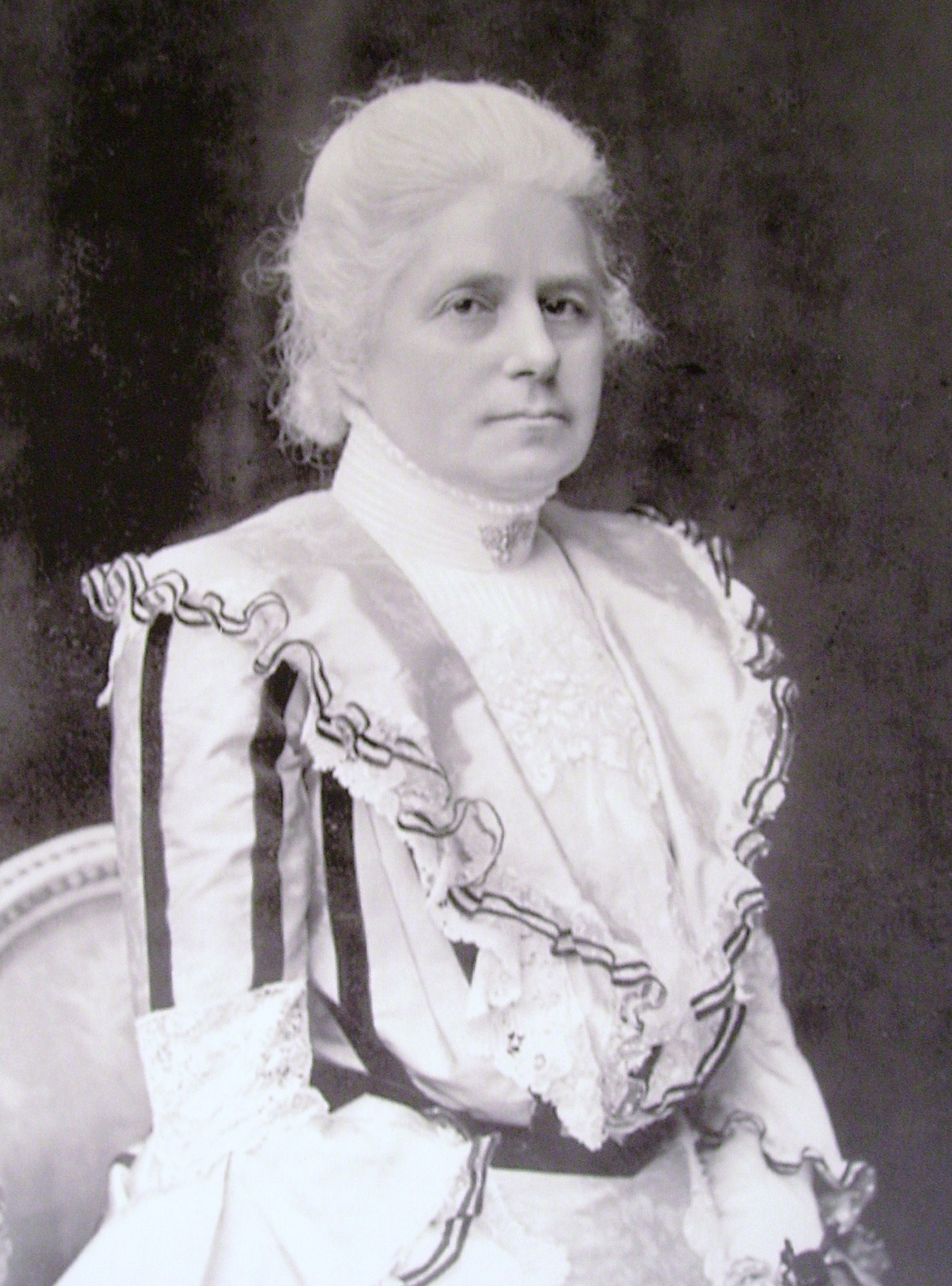
Wilhelmina von Hallwyl

Wilhelmina Gräfin von Hallwyl (* 1. Oktober 1844 als Wilhelmina Kempe in Stockholm; † 25. Juli 1930 ebenda) war eine schwedische Gräfin und Kunstmäzenin.

## Leben und Wirken
Wilhelmina von Hallwyl war die Tochter von Wilhelm Heinrich Kempe, dem Besitzer von Ljusne-Woxna AB, des damals größten schwedischen Holzhandelsunternehmens. 1865 heiratete sie Walther von Hallwyl; er entstammte dem Schweizer Adelsgeschlecht der Hallwyl, das sich bis ins 12. Jahrhundert zurückverfolgen lässt, nach dem Zusammenbruch der alten Herrschaftsordnung im Jahr 1798 dort aber zunehmend an Bedeutung verlor. 1874 kaufte das Ehepaar das Schloss Hallwyl, den Stammsitz im Kanton Aargau, von Walthers überschuldetem Bruder Hans von Hallwyl.
In den 1880er Jahren begann die kunstverständige und historisch interessierte Wilhelmina von Hallwyl mit dem Aufbau einer umfangreichen Kunstsammlung. 1893 erteilte sie dem Architekten Isak Gustaf Clason den Auftrag, an der Hamngatan in Stockholm den Hallwylska palats zu errichten, um darin die Sammlung unterzubringen; die Bauarbeiten dauerten fünf Jahre. Daneben sammelte sie auch Porzellan, antike Waffen und andere Antiquitäten. Käufe tätigte sie u. a. im Auktionshaus Bukowski, insonders als dort die Sammlungen des Christian Hammer versteigert wurden. 1920 schenkte sie Gebäude und Sammlung dem schwedischen Staat, der daraufhin das Hallwylska-Museum eröffnete.
Wilhelmina von Hallwyl, die sich oft in der Schweiz aufhielt, begann 1903 mit der Ordnung des Hallwyl-Archivs und übergab dieses 1926 dem Staatsarchiv des Kantons Bern. 1910 veranlasste sie eine umfassende Instandstellung des Schlosses Hallwyl. In den folgenden sechs Jahren nahm der Archäologe Nils Lithberg umfangreiche Untersuchungen vor, während der Architekt Anders Roland das Schloss in den mittelalterlichen Zustand zurückversetzte und dabei Hans von Hallwyls neugotische Umbauten rückgängig machte.
Das Paar von Hallwyl hatte vier Töchter:
- Ebba (1866–1960), verheiratet mit Wilhelm von Eckermann (1853–1937)
- Ellen (1867–1952), verheiratet mit Henrik de Maré (1860–1937) und später mit Johnny Roosval (1879–1965)
- Elma (1870–1871)
- Irma (1873–1959), verheiratet mit Wilhelm von Geijer (1865–1930)

Da sie ohne männliche Nachkommen blieb, gründete Wilhelmina von Hallwyl 1925 mit Einverständnis ihrer Verwandten die Hallwyl-Stiftung und machte das Schloss Hallwyl der Öffentlichkeit zugänglich. Die archäologischen Funde schenkte sie dem Schweizerischen Landesmuseum, das 1927 im Museumsgebäude in Zürich dafür einen besonderen Raum einrichtete.
Das von ihrem Vater geerbte Schloss Lundström bei Vagnhärad erbte danach ihre Tochter Irma, die 1936 das schlossartige Herrenhaus abreißen und durch ein kleineres Gutshaus ersetzen ließ; dieses erbte danach deren Tochter Signe, die 1952 Björn von der Esch (1930–2010) heiratete. Heutiger Besitzer ist Joachim von der Esch (* 1963), Urenkel von Wilhelmina.

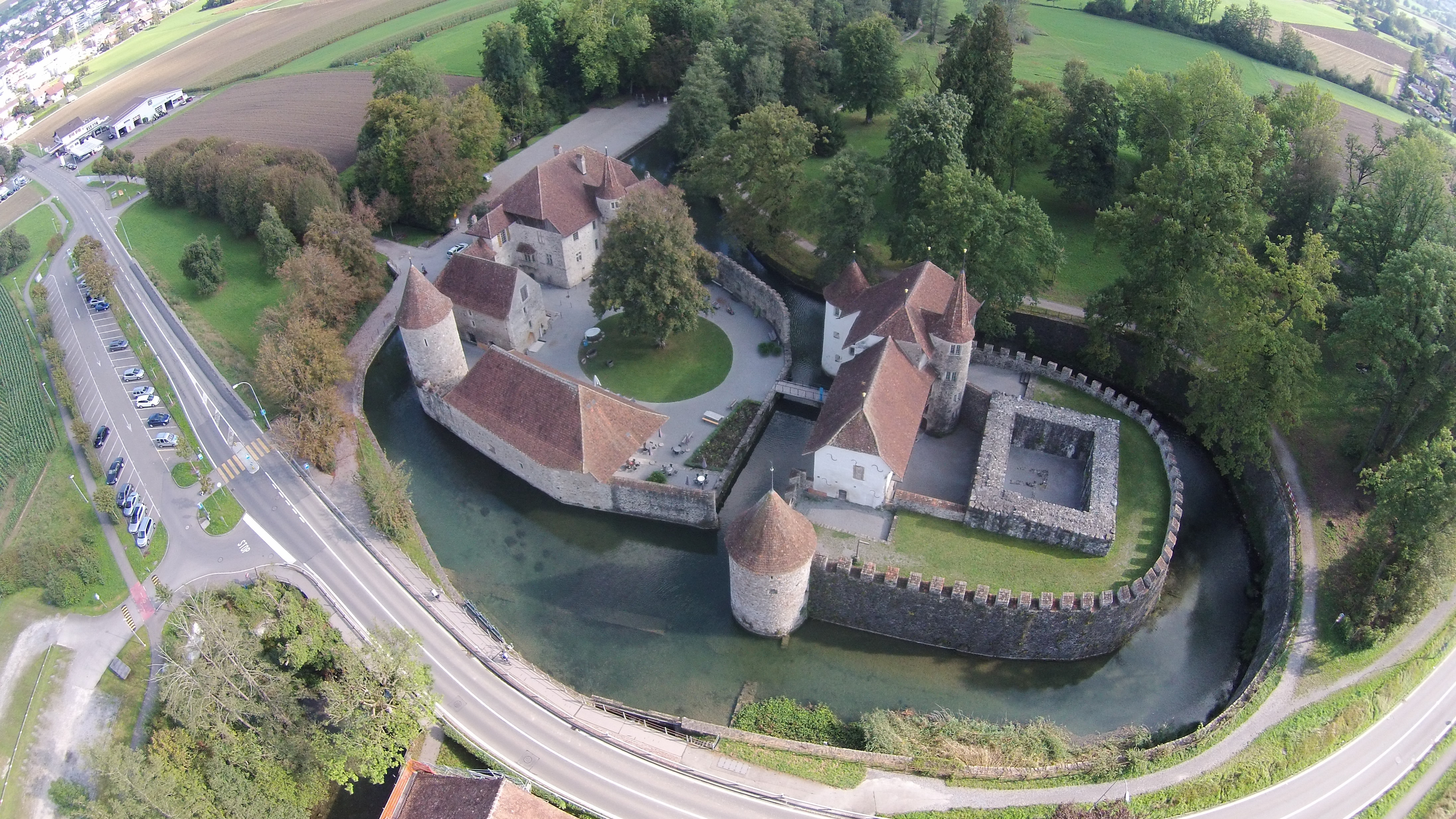
Schloss Hallwyl, Aargau
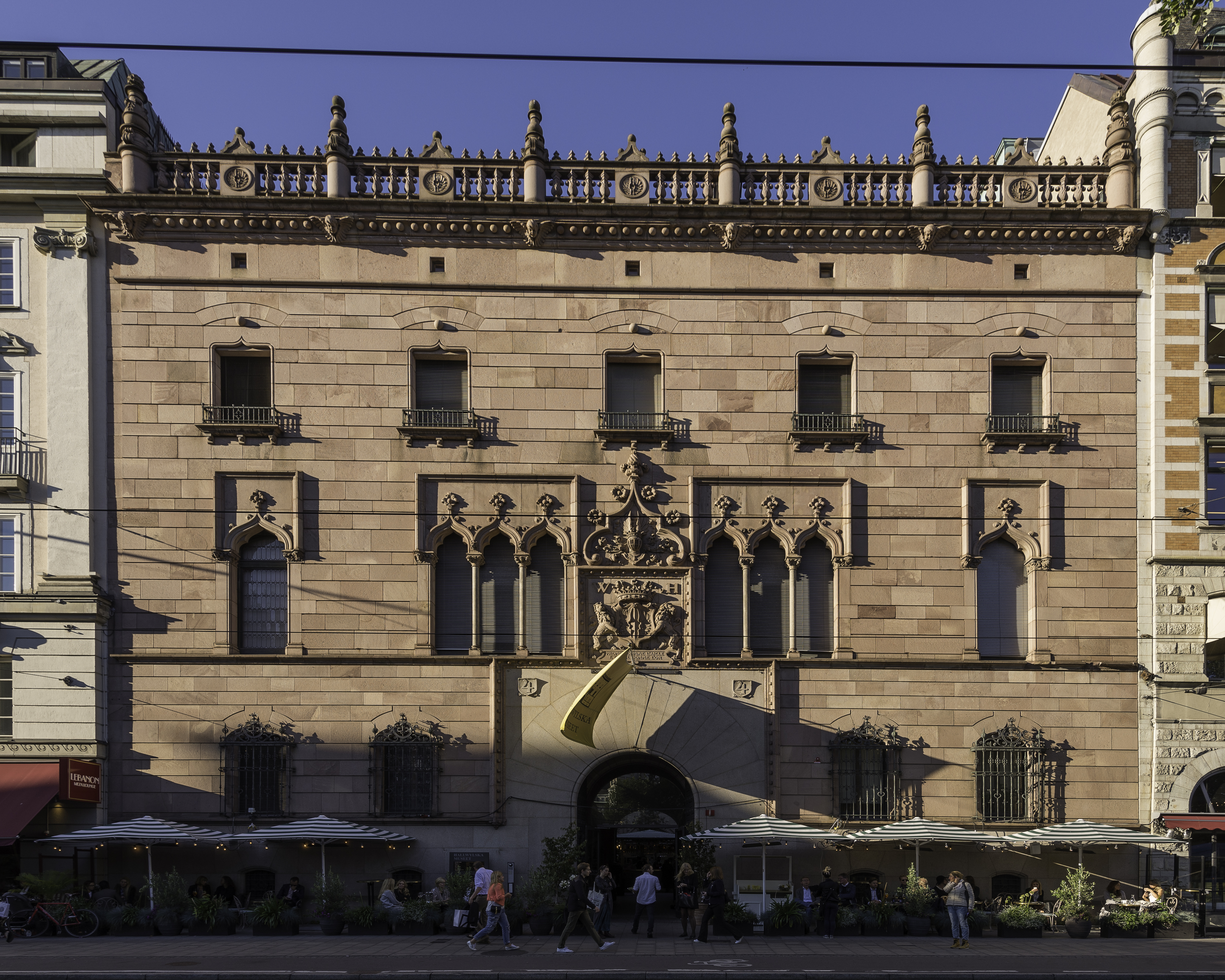
Hallwylska palatset in Stockholm
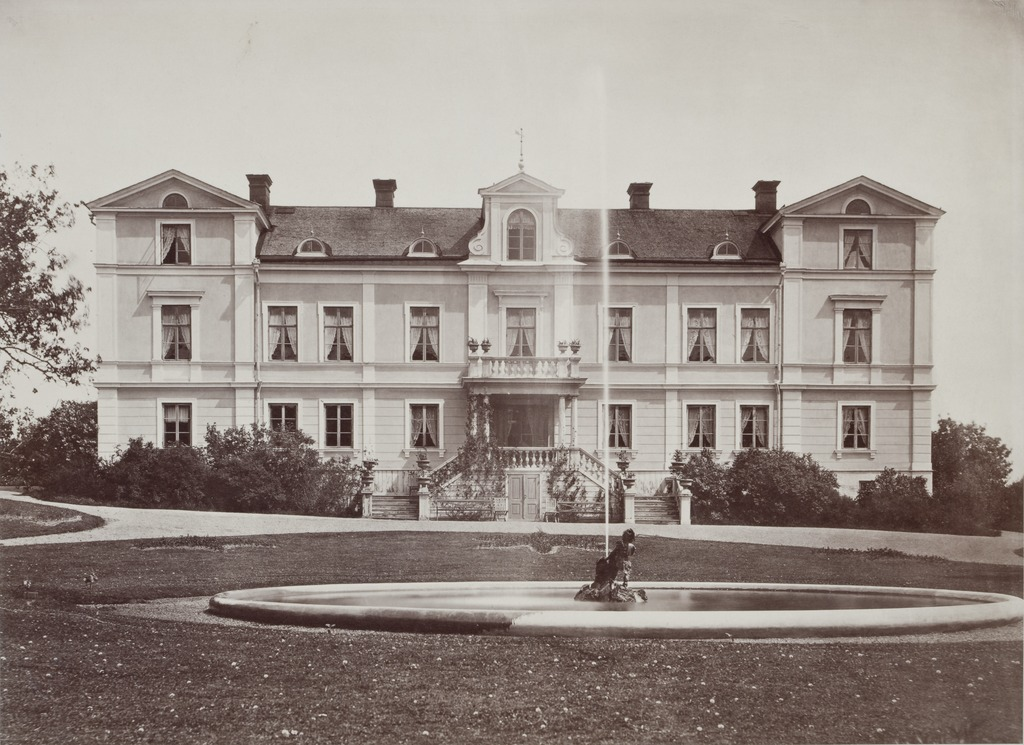
Schloss Lundström